# Krásné Údolí
Krásné Údolí è una città della Repubblica Ceca facente parte del distretto di Karlovy Vary, nella regione omonima.
Ha ottenuto lo status di città il 29 febbraio 2012.